# Töpfchenpilze
Die Töpfchenpilze (Chytridiomycota), oder auch Flagellatenpilze genannt, bilden eine Abteilung meist einzelliger Organismen innerhalb des Reichs der Pilze (Fungi). Der Name leitet sich aus dem Griechischen ab (χυτρίδιον chytrídion = Töpfchen), mit Chytridium wird die morphologische Struktur zur Aufbewahrung der noch nicht freigelassenen Zoosporen bezeichnet.
Für eine Weile wurden die Töpfchenpilze wegen des Vorhandenseins begeißelter Stadien im Lebenszyklus nicht als Pilze angesehen, heute gilt ihre enge Verwandtschaft mit den anderen Pilzgruppen aber als sehr wahrscheinlich. Ihre stammesgeschichtliche Schwestergruppe bilden entweder die Jochpilze (Zygomycota) oder alle anderen Pilzgruppen zusammen. Möglicherweise sind die Töpfchenpilze auch paraphyletisch in Bezug auf die Jochpilze, das heißt bestimmte Arten von Töpfchenpilzen sind näher mit bestimmten Jochpilzen verwandt als mit anderen Töpfchenpilzen.

## Aufbau
Die Zellwände der Töpfchenpilze enthalten Chitin, manchmal auch noch Zellulose. Ihr Thallus, der undifferenzierte und bei parasitischen Arten tief im Wirt verankerte Pilzkörper, enthält einen bis viele Zellkerne, die nicht durch Zellwände (Septen) voneinander getrennt im Zellplasma liegen. Eine Ausnahme bilden hier nur die Sporangien genannten sporenbildenden Strukturen, die durch eine spezielle Zellwand vom Rest des Thallus abgekapselt sind. So wird verhindert, dass beim Entleeren der Sporen aus dem Sporangium der Rest des Thallus ausläuft. Daneben existieren gelegentlich so genannte Pseudosepten, die sich von echten Septen in den Details ihrer Struktur unterscheiden und die Zellräume der einzelnen Kerne nur unvollständig voneinander abtrennen.

## Stoffwechsel
Töpfchenpilze leben wie viele Pilze entweder als Parasiten oder Saprobionten, das heißt, sie leben auf oder sogar in einem Wirtsorganismus, von dem sie auf meist für diesen schädigende Weise ihre Nährstoffe gewinnen, oder sie ernähren sich von totem organischem Material ihrer Umgebung. Dazu bilden sie lange Zellfäden, die Hyphen, aus, die in das Opfer beziehungsweise die abgestorbene Materie eindringen, dort starke zersetzende Enzyme freisetzen und die löslichen Nährstoffe über die Zellmembran absorbieren.

## Verbreitung und Lebensraum
Töpfchenpilze sind weltweit in Böden, Flüssen, Tümpeln und Seen verbreitet. Parasitische Arten leben zum Teil während ihres gesamten Lebenszyklus in ihren Wirten.

## Fortpflanzung
Töpfchenpilze können sich sowohl geschlechtlich als auch ungeschlechtlich vermehren. Bei der ungeschlechtlichen Fortpflanzung setzen spezielle Strukturen, die Sporangien, unzählige Sporen frei, die mit einer rückseitigen Geißel umherschwimmen, bei Kontakt mit einem Wirt oder anderen Nahrungsquellen auskeimen und sich zu einem neuen genetisch identischen Individuum entwickeln.
Bei der geschlechtlichen Fortpflanzung werden Keimzellen (Gameten) freigesetzt, die je nach Art identisch (Isogameten) oder verschieden (Heterogameten) sein können. Zumindest eine Gametenform ist immer durch eine rückseitige Geißel, ein so genanntes Undulipodium, beweglich und erinnert somit in Gestalt und Funktion an ein tierisches Spermium. Manche Arten erreichen die Befruchtung auch durch direkte Verschmelzung zweier Hyphen (Somatogamie).
Nach der Befruchtung entwickelt sich aus der Zygote meist eine widerstandsfähige Spore, die Trockenheit, große Hitze und Kälte überstehen kann. Bei Kontakt mit einem Nahrungsreservoir keimt sie zu einem neuen genetisch von den „Eltern“-Organismen unterschiedenen Pilz aus.

## Wechselwirkungen mit Pflanzen und Tieren
Als Pflanzenschädlinge spielen Töpfchenpilze in der Land- und Forstwirtschaft nur eine untergeordnete Rolle. Olpidium brassicae ist für die Fallkrankheit an Kohlgewächsen und Synchytrium endobioticum für den so genannten Kartoffelkrebs.
Bestimmte Zellulose-verdauende Töpfchenpilze leben im Pansen von Wiederkäuern und ermöglichen es diesen, sich von zellulosereicher Nahrung wie zum Beispiel Gras zu ernähren. 
Der Chytridpilz (Batrachochytrium dendrobatidis) ist dagegen für Massensterben australischer und südamerikanischer Amphibien verantwortlich.

## Systematik
Früher wurden noch die Neocallimastigaceae zu den Töpfchenpilzen gestellt. Vertreter dieser Familie besitzen keine Mitochondrien, sie werden durch sogenannte Hydrogenosomen ersetzt. Weitere früher den Töpfchenpilzen zugerechnete Familien wie die Physodermataceae werden heute in der neuen Ordnung Blastocladiales zusammengefasst.
Aktuell unterscheidet man innerhalb der Töpfchenpilze zwei Klassen und vier Ordnungen:
- Klasse Chytridiomycetes
  - Ordnung Chytridiales sind allesamt einzellig und besitzen kein echtes Hyphengeflecht (Mycel). Sie vermehren sich sexuell durch Isogameten oder Somatogamie.
  - Ordnung Rhizophydiales
  - Ordnung Spizellomycetales
- Klasse Monoblepharidomycetes
  - Die Ordnung Monoblepharidales zeichnet sich durch spezialisierte „männliche“ und „weibliche“ Keimzellen, die Androgameten und Gynogameten aus, welche in separaten Strukturen, den Antheridien beziehungsweise Oogonien gebildet werden. Die Androgameten sind klein und begeißelt, die Gynogameten verhältnismäßig groß, kugelförmig und unbeweglich.